# Viking Sport Egyesület
A Viking Sport Egyesület a Pannon Egyetem (korábban Veszprémi Egyetem) hallgatóiból 2007 februárjában alakult közhasznú egyesület.
Az egyesület a többéves versenyzői és versenyrendezési tapasztalattal rendelkező csapatból alakult. Tevékenységének célja az egészséges életmód terjesztése, azon belül a rendszeres sport, a futás fontosságának hangsúlyozása a hétköznapi életben.
Az egyesület tagja a Magyar Atlétikai Szövetségnek (MASZ), az Ultrafutók Magyarországi Szövetségének (UMSZ), valamint versenyeink rendelkeznek az Ultrafutók Nemzetközi Szövetségének (IAU) minősítésével.

## Futóversenyek
- Utcai futóversenyek (2-10 km-ig)

Csopaki futás
3 és 10 kilométeres versenyszámok közül választhatnak az érdeklődők, melyek Csopak hangulatos kis utcáin és a biztonságos kerékpárutakon kanyarognak.
- Extrém futóversenyek

Lépcsőfutás
Évről évre új helyszínen rendezik a kieséses rendszerben zajló, minél nagyobb szintkülönbséggel kitűzött pályákon a versenyt. A helyszín volt már ostromlépcső, de felszaladtak már a Pannon Egyetem "I" épületének tetejére is!
- Ultramaratoni futóversenyek

Veszprémi 6 órás futás
Veszprémben az Erzsébet ligetben rendezik 2008-ban az ötödik 6 órás futást!
12 órás ultrafutó országos bajnokság
A nagyközség kertvárosi részén elterülő 1020,4 méteres körön dőlnek el hazánk 12 órás ultramaratoni futó országos bajnoki címei

## Külső hivatkozások
A Viking Sport Egyesület hivatalos honlapja Archiválva 2020. november 30-i dátummal a Wayback Machine-ben
Médiatár -képek, videók a futóversenyeinkről Archiválva 2014. november 21-i dátummal a Wayback Machine-ben
Csopak község honlapja